# Fischzaun

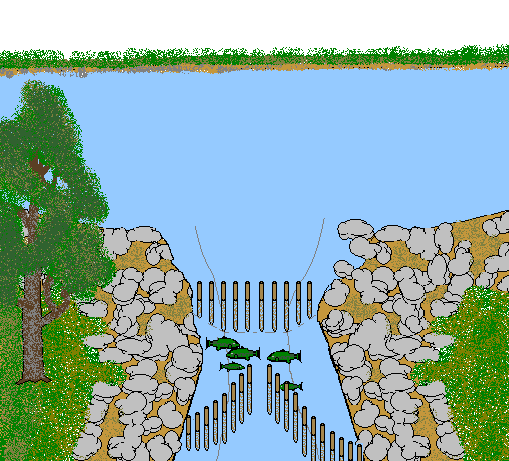
Fischzaun Prinzipskizze

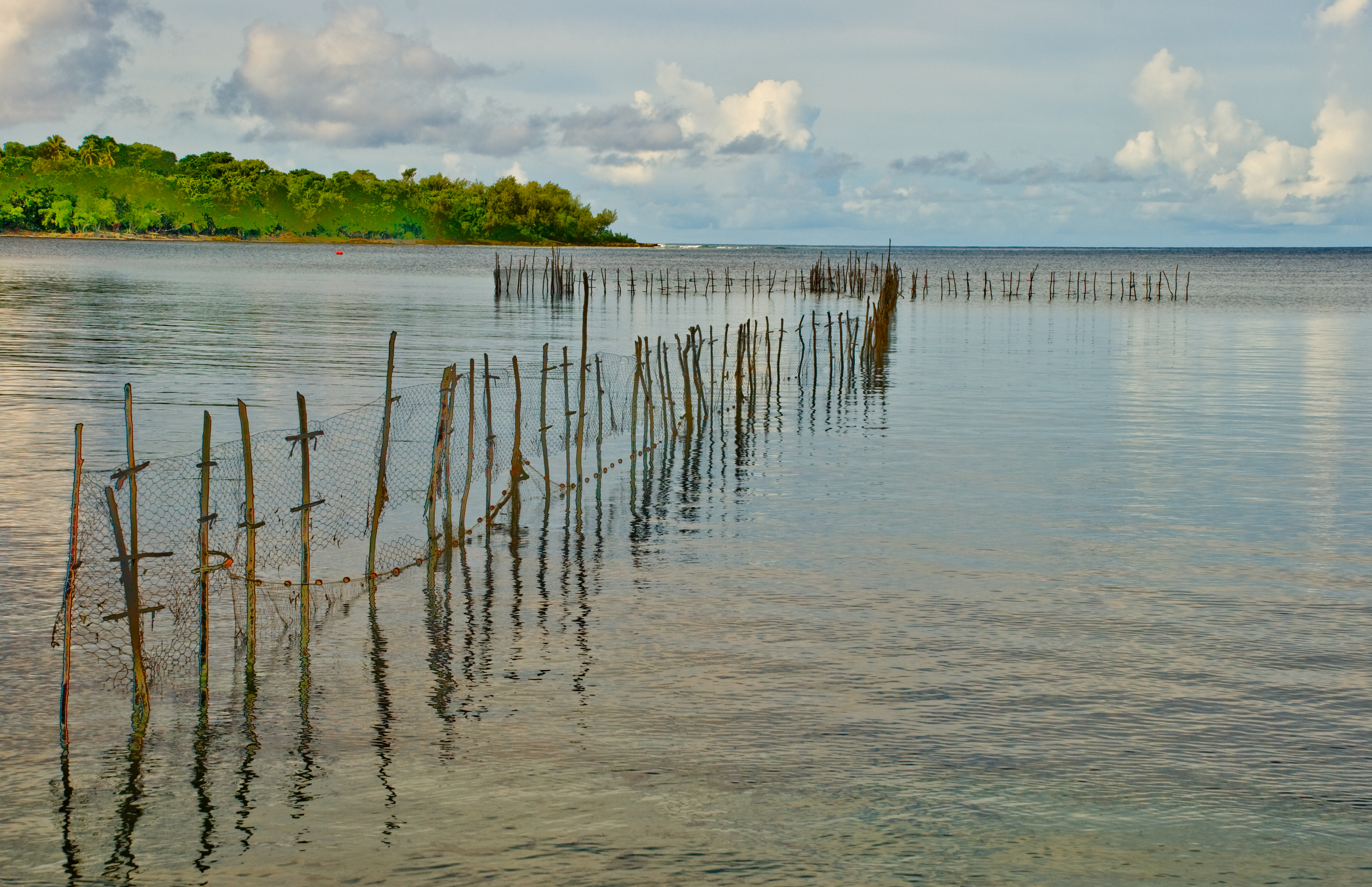
Fischzaun

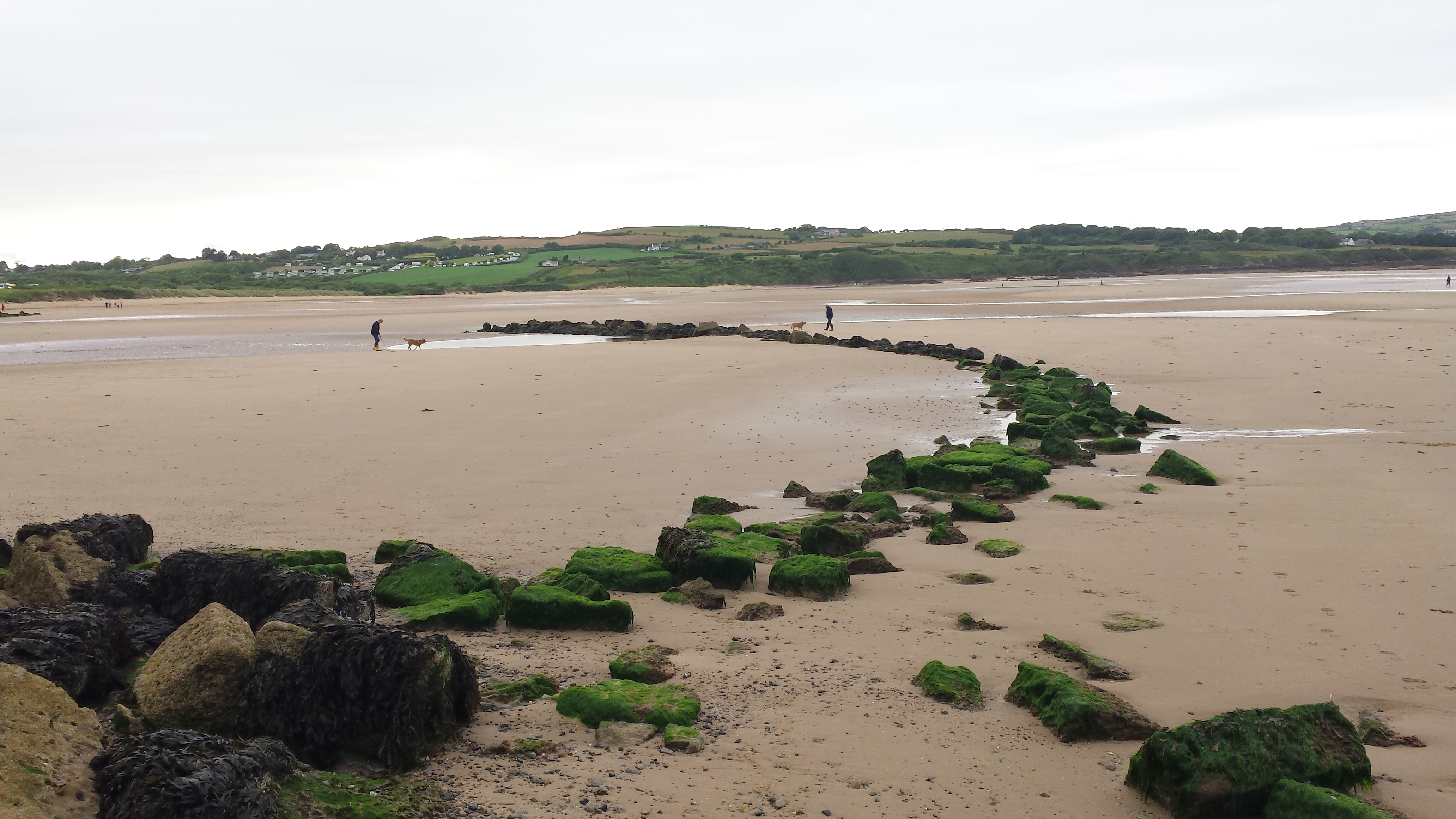
Fischwehr von Llingwy Anglesey

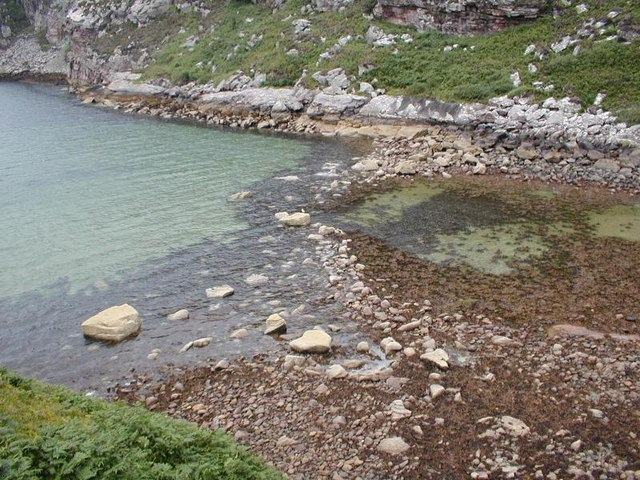
Fischwehr von Camas Beag

Der Fischzaun, auch Fischbuhne, Agge oder Arge  (englisch fish weir oder fish trap genannt) ist eine weltweit seit dem Mesolithikum in Flüssen, Seen und geeigneten Küstengebieten benutzte Vorrichtung zum passiven Fischfang. Vom Massenfang im Umfeld saisonaler Wohnplätze kann in Europa seit dem Mesolithikum ausgegangen werden. Die Anwohner von Flüssen, Küsten und Seen bereicherten ihren Speiseplan nach dem Abzug der großen Herdentiere durch Fisch.
Den Fischzaun gibt es als Flechtwandzaun oder seltener als Fischmauer (wie im Strangford Lough in Nordirland) oder „Steinerner Fischzaun“ (z. B. in afrikanischen Wadis). Einige Völker an der Nordwestküste Amerikas wie die Eskimos, Tlingit, Kwakiutl und Haida ernährten sich fast ausschließlich vom Fischfang.

## Abgrenzung
Ein Fischwehr ist dagegen eine moderne Vorrichtung in Gewässern, die dazu dient, die wandernden Fischarten zu bestimmen.

## Funde

### Dänemark

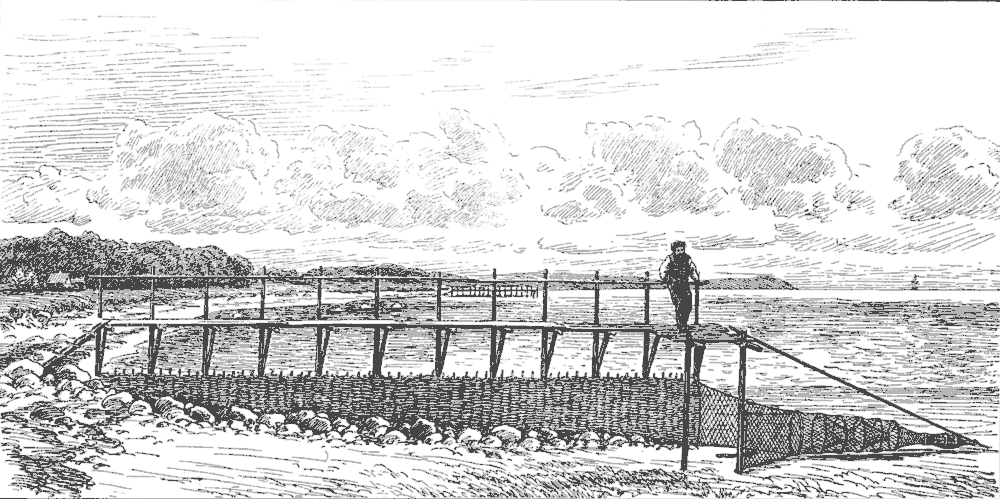
Ålegård

In Dänemark sind auf 14 Küsten- und zwei Binnenlandwohnplätzen der Ertebølle-Kultur über 100.000 Fischgräten gefunden worden. Die Fischerei wurde überwiegend mittels feststehender Fischfallen (dän. Fiskegærde oder Ålegård) ausgeführt, mit denen unkritische Mengen der lokalen Fischfauna gefangen wurden. Ålegård ist eine alte Fischfangmethode, die in Dänemark in Flüssen (Gudenå, Skjern Å) und entlang der Küste dort eingesetzt wurde, wo Netze schlecht einsetzbar waren. Sie bestand aus einem quer zur Fließrichtung bzw. seewärts ausgerichteten Fischzaun aus Zweigen, der den Aal zu einer Reuse am Ende des Zauns führte. Sie wurden oft mit einem Steg versehen, damit man kein Boot brauchte, um die Fang zu bergen.
Am Südende der Insel Nekselø nördlich von Kalundborg erstreckt sich ein 200 m langer Fischzaun vom Strand ins Meer bis etwa 2,5 m heutiger Wassertiefe. Ein weiterer Fischzaun wurde bei Oleslyst bei Korsør gefunden. Im trockengelegten Fjord hat die Stätte das bisher einzige größere Fischereisystem ausgegraben. Von der Anlage ist ein 5,5 m langer geflochtener Zaun aus Haselnuss erhalten und eine etwa 40 m lange Reihe von Netzstangen wurde gefunden. Es gibt viele Hinweise darauf, dass die Anlage aus der Jungsteinzeit stammt.

### Deutschland
Von den verschiedenen Fischarten wurden 41 an der Küste und 15 im Binnenland identifiziert. Die Subsistenzwirtschaft basierte auf der saisonalen Nutzung mariner Ressourcen. Am Fundplatz „Timmendorf-Nordmole“, einem Siedlungsplatz der Ertebølle-Kultur an der Küste der Insel Poel weisen Aalstechersprossen, Reste von Fischzäunen, Geweihharpunen, Paddel sowie Fragmente eines Einbaums darauf hin.
Im Arendsee in Sachsen-Anhalt und bei Neustadt in Holstein wurden die Überreste von langen Fischzäunen aus dem Neolithikum gefunden.

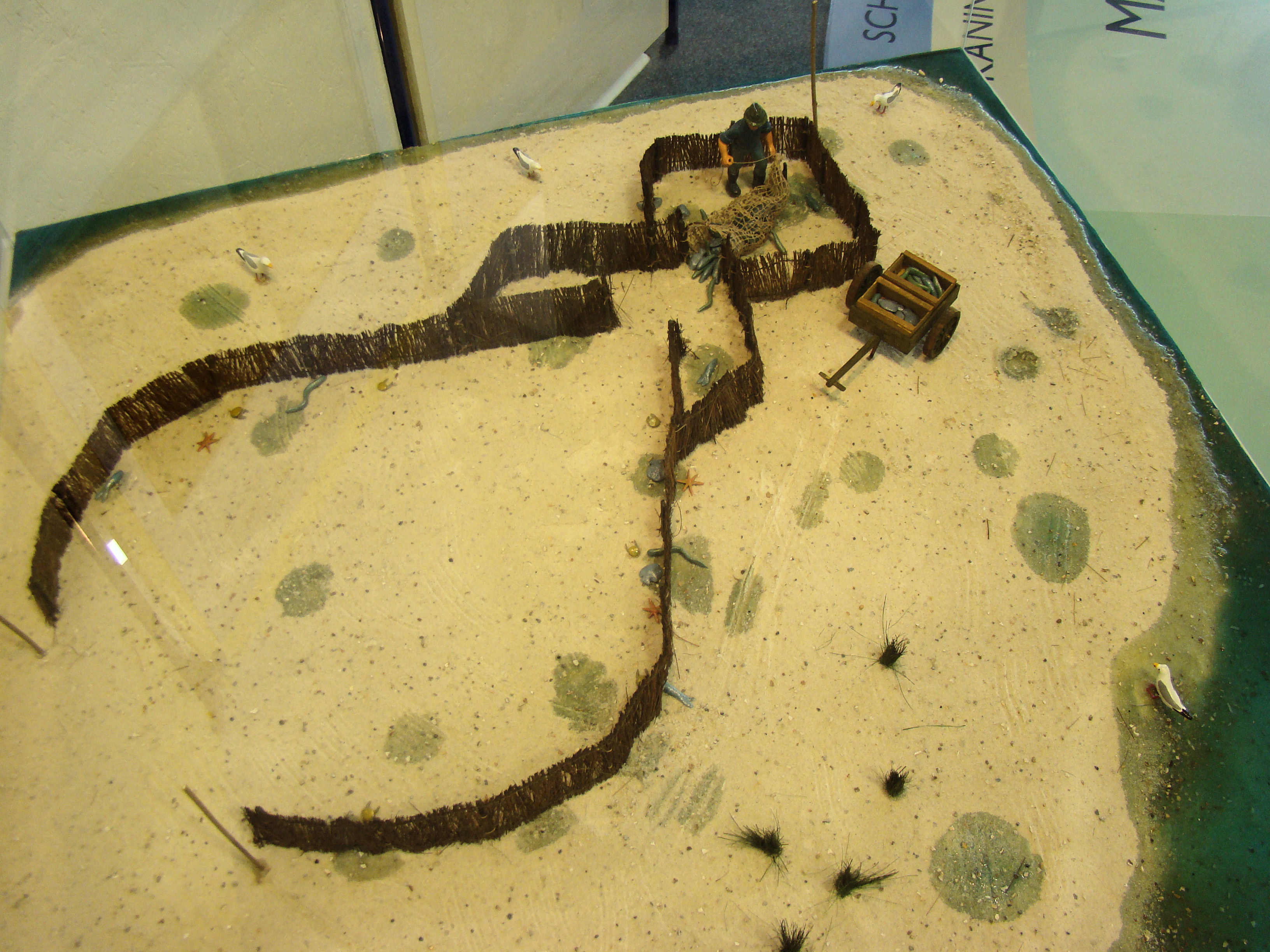
Modell eines Fischgartens im Wattenmeer

Im Watt bei Ehst, östlich von Sankt Peter-Ording wurden 1988 Fischzäune entdeckt. Die Zäune, mit einem Flechtwandkorb am Ende, wurden 2002 dokumentiert. Nach Radiokarbondaten gehören sie in das 16. oder 17. Jahrhundert. Ähnliche Konstruktionen sind aus dem englischen Wattenmeer, u. a. dem „Severn Estuary“ und dem irischen Fergus Estuary bekannt (Boarland Rock 2 im Norden von Coney Island).
Im Wattenmeer wurden Fischzäune bis ins 20. Jahrhundert verwendet. Meist wurden sie als „Fischgärten“ bezeichnet. Sie wurden so in den Prielen aufgestellt, dass die Fische bei ablaufendem Wasser in die Reusen am Ende des Zaunes geleitet wurden. Auf diese Weise wurden meist Plattfische und Hornhechte gefangen. Bei Föhr gab es solche Fischgärten bis Ende des 20. Jahrhunderts.

#### Kappeln

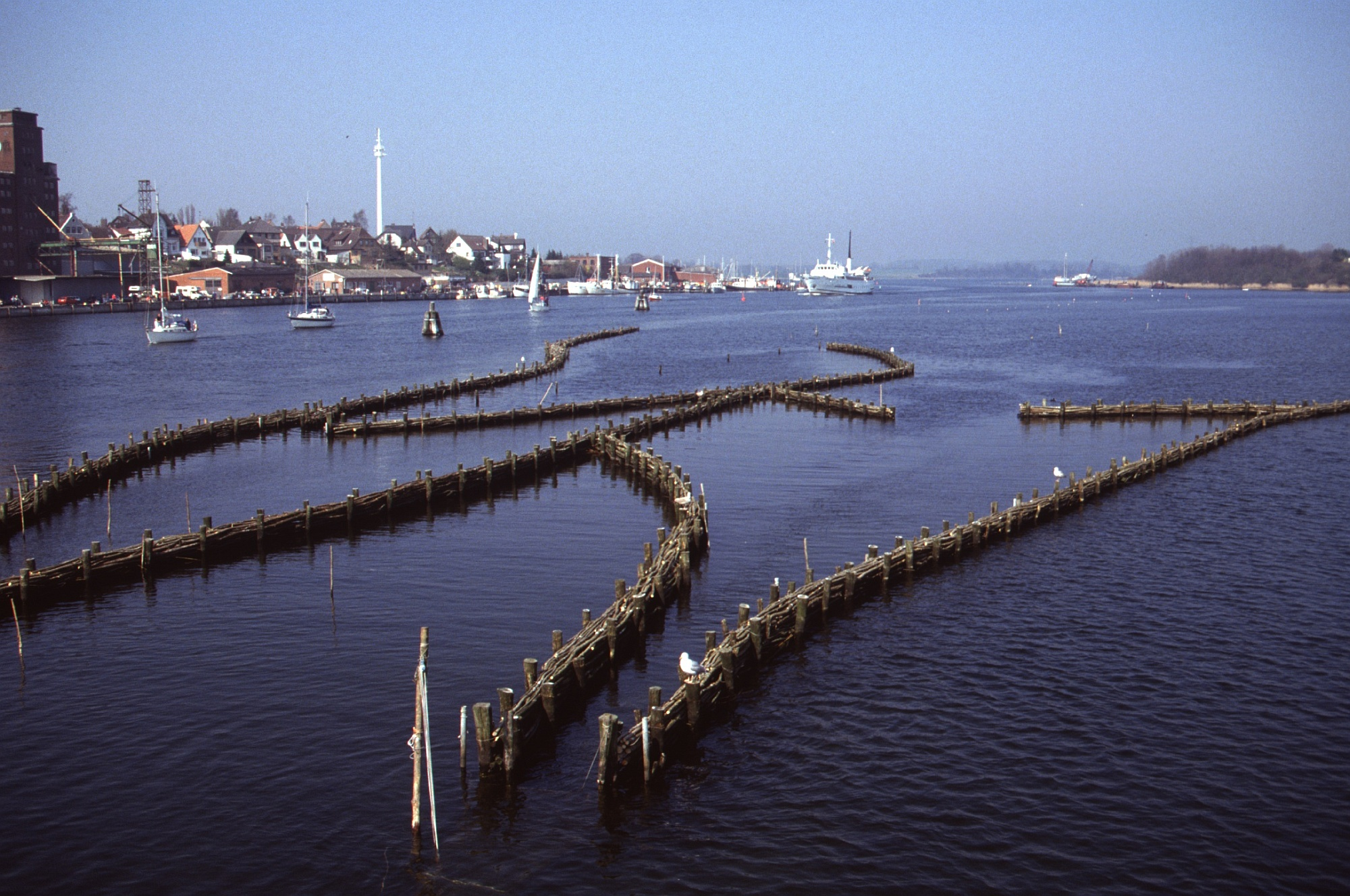
Heringszaun von Kappeln

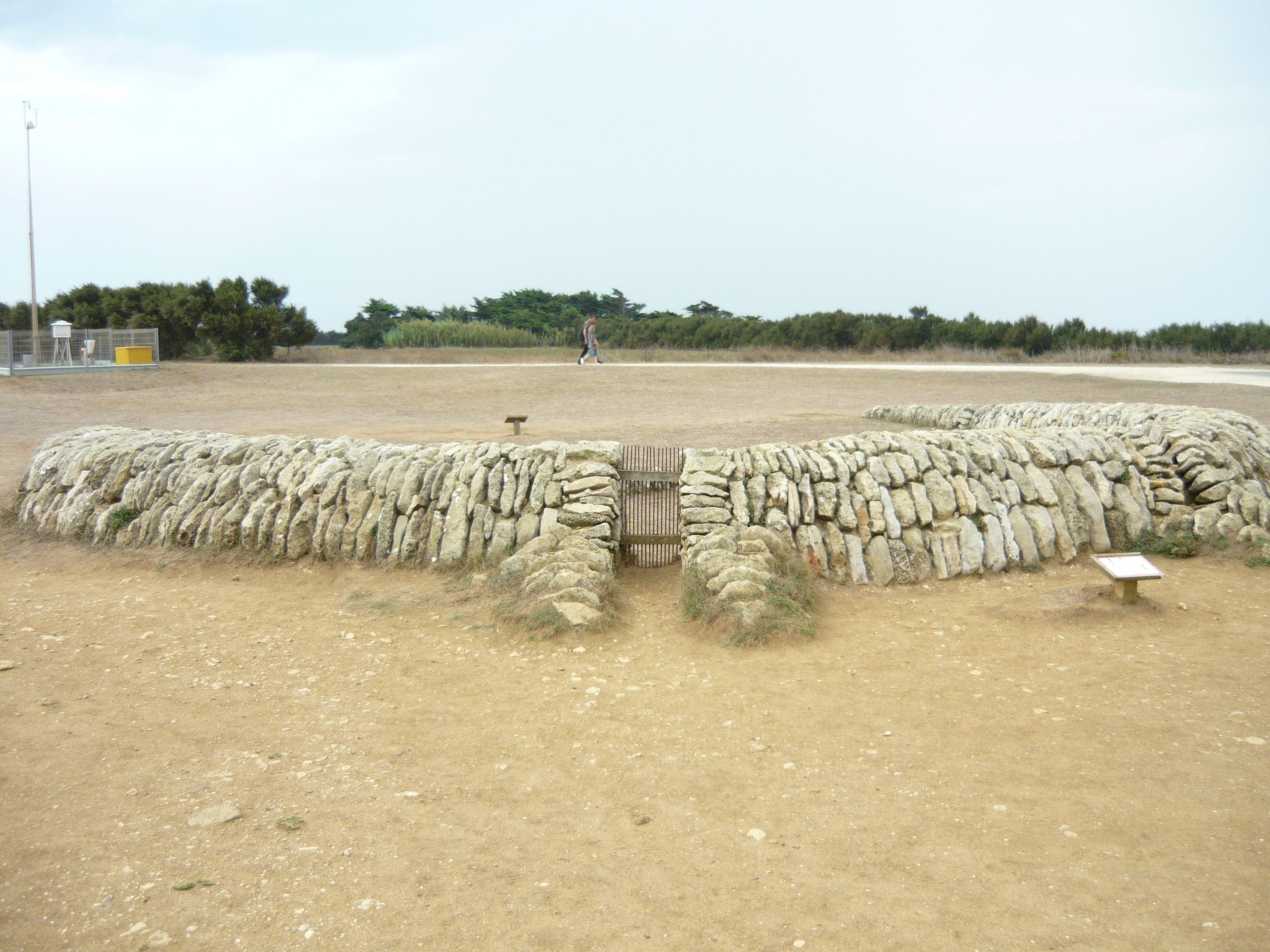
Écluses à poissons in Saint-Denis-d’Oléron

Der über 600 Jahre alte Heringszaun von Kappeln in Angeln bzw. Schwansen ist der letzte erhaltene von einst mehr als 40 an der Schlei. Er gilt als der letzte in Deutschland, wahrscheinlich sogar in Europa. Die Rechte am Zaun wurden 1977 vom Herzog zu Schleswig-Holstein auf die Stadt übertragen. Heute ist der Heringszaun in Kappeln voll funktionstüchtig und wird vom Verschönerungsverein unterhalten. An den Kappelner Heringstagen wird am Zaun wieder Hering gefangen.

### Frankreich
Eine im Jahre 1738 vom Abbé Delagrive (1689–1757) erstellte Karte der Seine und ihrer Nebenflüsse verzeichnet auf einem sechs Kilometer langen Teilstück der Oise sieben Fischzäune (französisch pêcherie en bois oder Écluses à poissons – Fischmauern). Um die Île Saint-Riom wurden Spuren mehrerer Goreds (bretonisch für Fischzäune) gefunden. Am Strand von Hauteville-sur-Mer im Département Manche in der Normandie ist eine Jahrhunderte alte Fischfalle aus Holz in Betrieb. Es gibt nur noch fünf aktive Holzfischereien in Europa.

### Großbritannien

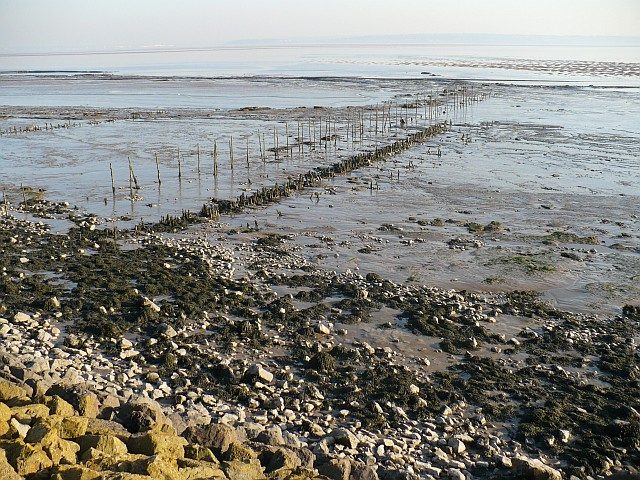
Putcherrest im Severn Estuary

In Großbritannien war die traditionelle Form eines oder mehrerer Felswehre in Gezeitenrinnen oder an einem Sandstrand, mit einer kleinen Lücke, die durch Zäune aus Flechtwerk blockiert werden konnte. Beispiele, die aber nicht mehr in Gebrauch sind, sind in der Menaistraße (Fischzäune von Aberlleiniog) in Wales zu sehen. Andere Beispiele sind Rhos Fynach in Nordwales und Airds Bay, Caisteal Nan Con und Scotland’s Haven in Caithness. In der zweiten Hälfte des 20. Jahrhunderts fielen in ganz Wales zahlreiche feste Wehre, die zum Fischfang installiert waren, aus. Neben festen Fallen verfügte Wales jedoch über eine Anzahl herausnehmbarer Fallen, die als „Crucks“, „Cribs“, „Inscale“ und „Mist“ bezeichnet werden. Die bei Aust, Goldcliff und Porton in der Severn-Mündung verwendeten Korbfallen werden als „Putchers“ bezeichnet.
Ein Beispiel in Schottland ist ein fragmentarischer, früher als Fischfalle genutzter Steinbogen in den Untiefen am Ende des Loch Nevis bei Finiskaig östlich von Mallaig in den Highlands.

### Irland
Einer von Europas besterhaltenen mittelalterlichen Fischzäune befindet sich im Fergus Estuary im County Clare in Irland. Eine 9.000 Jahre alte neolithische Fischfalle wurde 2009 bei Ausgrabungen entlang der M3 in Clowanstown bei Dunsany im County Meath in der Nähe des Hill of Tara gefunden. Unter fünf künstlichen Hügeln neben einem antiken See wurden Siedlungsreste landwirtschaftlicher, industrieller und ritueller Natur entdeckt. Steinäxte, Schmuck und ein kleines hölzernes Kanu wurden ausgegraben.

### Norwegen
Archäologen fanden im Tesse-See im Jotunheimen-Gebirge etwa 7.000 Jahre alte Fischzäune. Die gut erhaltenen Fallen aus Stangen wurden entdeckt, als der See zur Stromerzeugung trockengelegt wurde. 40 bis 50 Stangen wurden verwendet, um eine Kammer zum Fangen und Halten der Fische zu schaffen. Laut einem Mitarbeiter des Kulturhistorisk Museum in Oslos könnte in der Mittelsteinzeit Fischfang eine verlässliche Nahrungsquelle bei der saisonalen Rentierjagd gewesen sein.

### Spanien
Im Süden Spaniens in der Provinz Cadiz an der Küste vor der Stadt Rota wurden die „Corrales de Rota“ 2001 zum Naturdenkmal erklärt. Die Mauern bestehen aus porösem Meeresgestein und so genannten Austernsteinen. Es ist nicht vollständig geklärt, ob die Fischmauern von den Phöniziern, den Römern oder den Mauren angelegt wurden.

### USA
Das „Boylston Street Fishweir“ im Stadtteil Back Bay von Boston, Massachusetts, ist eine archäologisch gut untersuchte vorzeitliche Fischfalle in den USA.